# Galina Iouzefovitch
Galina Iouzefovitch (en russe : Гали́на Леони́довна Юзефо́вич), née le 16 août 1975 à Perm, URSS aujourd'hui fédération de Russie, est une écrivaine russe, critique littéraire et enseignante. Elle est la fille de l'écrivain Léonid Iouzefovitch (en).

## Formation
Galina Iouzefovitch est diplômée du département classique de la faculté d'histoire et de philologie de l'université d'État des sciences humaines de Russie (1999).

## Activités professionnelles
Ses premiers commentaires littéraires apparaissent dans la presse en 1999. Elle publie aussi dans des revues telles que Vedomosti, Ogoniok, Expert, Itogi, dans Tolstykh, Znamia et Oktyabr.
En 2013, elle fait partie du jury pour l'attribution du prix littéraire NOC. En 2010 elle a choisi pour l'attribution du prix littéraire de Best-seller national russe le roman de Mariam Petrosyan : La maison dans laquelle...…, et en 2013 le roman de Maïa Koutcherskaïa : Tante Motia (Тётя Мотя).
Depuis 2014, elle est chroniqueuse pour une édition internet Méduse, qui publie des nouveautés de la prose actuelle ainsi que des articles sur des analyses de textes et l'aspect commercial de l'édition. Après que le chroniqueur littéraire de l'Aficha Lev Danilkine eut cessé de présenter son émission, Galina Iouzefovitch prend sa place. Danilkine était considéré comme le plus éminent critique sur l' Internet russe, et était parmi les critiques les plus populaires de la littérature russe.
En 2016, elle publie Les aventures extraordinaires du poisson pilote : 150 000 mots sur la littérature. Elle passe en revue une centaine d'auteurs parmi lesquels Iouri Mamléïev et Umberto Eco, elle interview Mariam Petrosyan et Stephen Fry et développe les auteurs aux ouvrages de genre autobiographiques. Le livre est bien accueilli par la critique et ses collègues ont remarqué les mérites de son ouvrage, ses facultés de travail, sa langue vivante et son regard neuf sur les livres qu'elle présente,, sa maîtrise d'une écriture courte. Par contre, Boris Koutenkov considère, dans son article de la revue Znamia, que l'ouvrage ne va pas assez en profondeur, bien qu'il reconnaisse qu'il soit suffisant pour un lecteur ordinaire, auquel ce livre s'adresse à la différence des livres de critiques qui s'adressent à des participants étudiants de manière plus poussée les processus littéraires,.
Galina Iouzefovitch dirige l'atelier de critique littéraire de la Creative Writing School (Moscou), et également le programme Rayon livre à la station Radio Mayak. Depuis 2012, elle dirige des séminaires sur la rédaction académique dans le cadre d'un baccalauréat conjoint à l'École des hautes études en sciences économiques et à l'École économique russe.